# 纳尔瓦尔
纳尔瓦尔（Narwar），是印度中央邦Shivpuri县的一个城镇。总人口15748（2001年）。

## 人口
该地2001年总人口15748人，其中男性8399人，女性7349人；0—6岁人口2760人，其中男1488人，女1272人；识字率57.84%，其中男性为68.70%，女性为45.43%。